# Rácalmás
Rácalmás ist eine ungarische Stadt im Komitat Fejér.
Sie liegt am rechten Ufer der Donau, ungefähr 60 Kilometer südlich von Budapest und zehn Kilometer nördlich von Dunaújváros.
Größter Arbeitgeber ist der koreanische Reifenhersteller Hankook. Das Werk eröffnete im Juni 2007 mit 1.000 Arbeitsplätzen; 2018 hatte Hankook 880 Millionen Euro dort investiert.

## Sehenswürdigkeiten
- Jankovich-Landsitz (Jankovich-kúria)
- Naturschutzgebiet (Rácalmási szigetek természetvédelmi terület)
- Römisch-katholische Kirche Szent István király templom
- Serbisch-orthodoxe Kirche Krisztus mennybemenetele, erbaut 1773

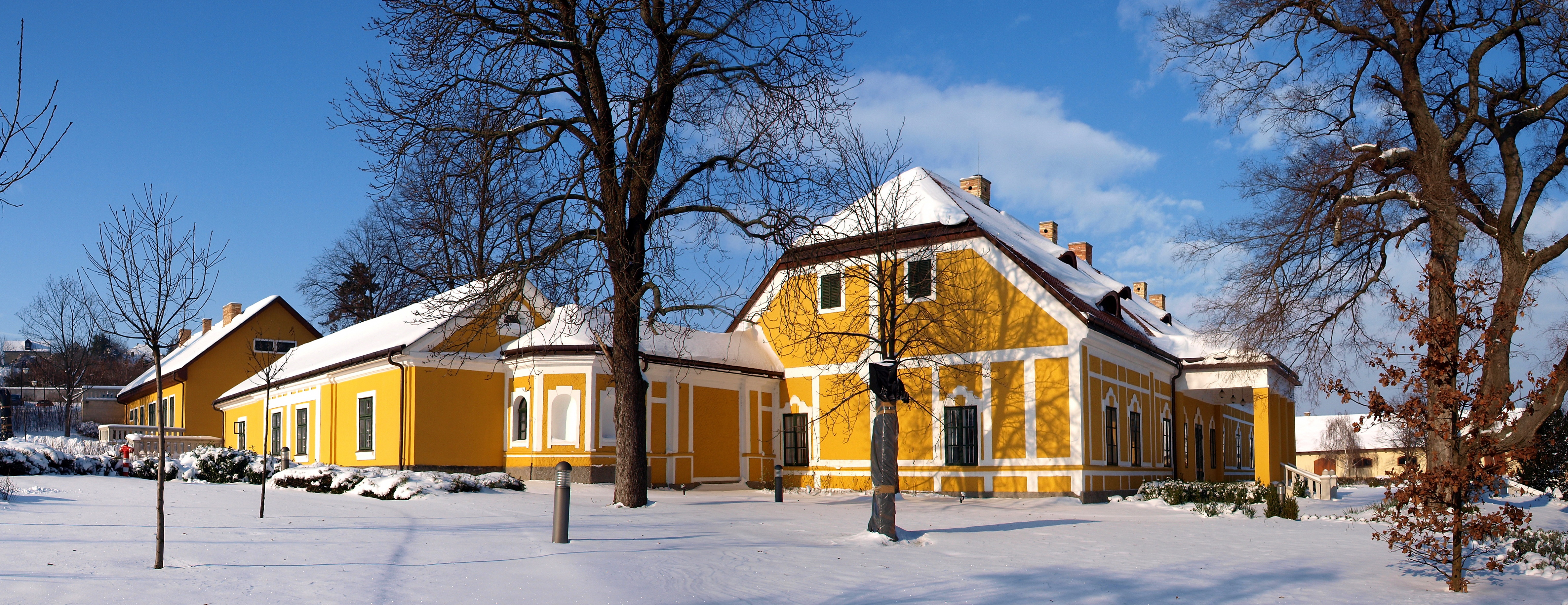
Jankovich-Landsitz in Rácalmás

## Städtepartnerschaften
- Samtgemeinde Dransfeld, Niedersachsen, Deutschland, seit 1990[3]

## Verkehr
Rácalmás ist angebunden an die Bahnstrecke Pusztaszabolcs–Dunaújváros–Paks. Westlich des Ortes verlaufen die Hauptstraße Nr. 6 und die Autobahn M6.